# Себіо Суку
Себіо Суку (фр. Cebio Soukou, нар. 2 жовтня 1992, Бохум) — бенінський футболіст, який грає на позиції вінгера в турецькому клубі «Бандирмаспор» та національній збірній Беніну.

## Клубна кар'єра
Себіо Суку народився 1992 року в місті Бохум у сім'ї вихідців з Беніну. Розпочав займатися футболом у юнацькій команді клубу «Бохум», з 2011 року грав у другій команді клубу в Регіоналлізі. Наступного року перейшов до іншої команди Регіоналліги «Рот-Вайс» з Ессена, в якій грав до кінця 2015 року. З початку 2016 року став гравцем команди третьої ліги Німеччини «Ерцгебірге Ауе», з якою вийшов до Другої Бундесліги. У сезоні 2018—2019 років Себіо Суку грав у команді третьої німецької ліги «Ганза» з Ростока. У 2019 року бенінський футболіст став гравцем команди Другої Бундесліги «Армінія» з Білефельда, з якою став переможцем другого німецького дивізіону, після чого команда вийшла до Бундесліги. З 2021 року беннський футболіст грав у складі команди Другої Бундесліги «Зандгаузен». З початку 2023 року Себіо Суку грає в турецькому клубі другого дивізіону «Бандирмаспор».

## Виступи за збірну
Як син вихідців з Беніну, Себіо Суку в 2019 році отримав запрошення до національної збірної Беніну. У збірній дебютував цього ж року 24 березня в грі проти збірної Того. У складі збірної брав участь у Кубку африканських націй 2019 року, на якому зіграв усі 5 матчів збірної.
Станом на 8 червня 2022 року зіграв у складі збірної 21 матч, у яких відзначився 4 забитими м'ячами.

## Статистика виступів

### Статистика виступів за збірну
Станом на 8 червня 2022 року
| Дата       | Місто        | Господарі    | Результат             | Гості        | Турнір                                      | Голи | Примітки |
| ---------- | ------------ | ------------ | --------------------- | ------------ | ------------------------------------------- | ---- | -------- |
| 24-3-2019  | Котону       | Бенін        | 2 – 1                 | Того         | Відбір до Кубка африканських націй 2019     | -    | 81'      |
| 11-6-2019  | Марракеш     | Гвінея       | 0 – 1                 | Бенін        | товариський матч                            | -    | 46'      |
| 18-6-2019  | Котону       | Бенін        | 3 – 1                 | Мавританія   | товариський матч                            | -    |          |
| 25-6-2019  | Ісмаїлія     | Гана         | 2 – 2                 | Бенін        | Кубок африканських націй 2019 - 1-й етап    | -    | 83'      |
| 29-6-2019  | Ісмаїлія     | Бенін        | 0 – 0                 | Гвінея-Бісау | Кубок африканських націй 2019 - 1-й етап    | -    | 60' 64'  |
| 2-7-2019   | Ісмаїлія     | Бенін        | 0 – 0                 | Камерун      | Кубок африканських націй 2019 - 1-й етап    | -    | 68'      |
| 5-7-2019   | Каїр         | Марокко      | 1 – 1 д.ч. (1-4 п.п.) | Бенін        | Кубок африканських націй 2019 - 1/8 фіналу  | -    | 51' 69'  |
| 10-7-2019  | Каїр         | Сенегал      | 1 – 0                 | Бенін        | Кубок африканських націй 2019 - чвертьфінал | -    | 44' 81'  |
| 6-9-2019   | Кан          | Кот-д'Івуар  | 1 – 2                 | Бенін        | товариський матч                            | -    | 62'      |
| 9-9-2019   | Алжир        | Алжир        | 1 – 0                 | Бенін        | товариський матч                            | -    | 46'      |
| 13-10-2019 | Порто-Ново   | Бенін        | 2 – 2                 | Замбія       | товариський матч                            | -    |          |
| 11-10-2020 | Лісабон      | Габон        | 0 – 2                 | Бенін        | товариський матч                            | 1    | 86'      |
| 27-3-2021  | Порто-Ново   | Бенін        | 0 – 1                 | Нігерія      | Відбір до Кубка африканських націй 2021     | -    | 74'      |
| 8-6-2021   | Котону       | Бенін        | 2 – 2                 | Замбія       | товариський матч                            | 1    | 55' 88'  |
| 15-6-2021  | Конакрі      | Сьєрра-Леоне | 1 – 0                 | Бенін        | Відбір до Кубка африканських націй 2021     | -    | 73'      |
| 2-9-2021   | Антананаріву | Мадагаскар   | 0 – 1                 | Бенін        | Відбір до ЧС 2022                           | -    | 64' 89'  |
| 6-9-2021   | Котону       | Бенін        | 1 – 1                 | ДР Конго     | Відбір до ЧС 2022                           | -    | 78'      |
| 24-3-2022  | Аксу         | Ліберія      | 0 – 4                 | Бенін        | товариський матч                            | 1    |          |
| 27-3-2022  | Аксу         | Замбія       | 1 – 2                 | Бенін        | товариський матч                            | 1    | 90'      |
| 29-3-2022  | Аксу         | Того         | 1 – 1                 | Бенін        | товариський матч                            | -    | 86'      |
| 8-6-2022   | Котону       | Бенін        | 0 – 1                 | Мозамбік     | Відбір до Кубка африканських націй 2023     | -    | 74'      |
| Усього     |              | Матчів       | 21                    |              | Голів                                       | 4    |          |